# Philippsbourg
Philippsbourg település Franciaországban, Moselle megyében. Lakosainak száma 615 fő (2022. január 1.). Philippsbourg Baerenthal, Éguelshardt, Dambach, Sturzelbronn, Niederbronn-les-Bains és Oberbronn községekkel határos.

## Népesség
A település népességének változása:
| Lakosok száma | 524  | 468  | 504  | 539  | 632  | 623  | 611  | 593  | 600  | 615  |
|               | 1968 | 1982 | 1990 | 2006 | 2013 | 2015 | 2017 | 2019 | 2020 | 2022 |